# Xiphispa
Xiphispa is een geslacht van kevers uit de familie bladkevers (Chrysomelidae).
De wetenschappelijke naam van het geslacht werd in 1878 gepubliceerd door Félicien Chapuis.

## Soorten
- Xiphispa coquereli (Fairmaire, 1869)